# Фирдуси
Абу ал-Касим Менсур (персијски:حکیم ابوالقاسم فردوسی توسی ), познат као Фирдуси био је персијски песник, аутор Шахнаме (у преводу Књига краљева), народног епа Ирана и заједница које говоре персијским језиком.
Фирдусијев надимак Абул Касим стоји, на многим местима, поред његовог имена и имена његовог оца која су неједнако уписивана у старијим књигама, најчешће као: Менсур син Хасанов, или према Ал-Бонарију – Абул Касим Менсур ибн Ал-Хасан Ал-Фирдуси. У вези са његовим именом има и других предања, по којима је он Хасан, или Ахмед, или Менсур од оца Алија, или Исхака ибн Шараф-шаха, или Ахмеда ибн Фароха.

## Шахнама
Фирдусијева Шахнама представља маестрални препев прозног дела истог назива чији је аутор Абу Менсур Абдурезак Туси, некадашњи владар Туса. Препев тог славног прозног дела на захтев Нуха II Саманија отпочео је Дакики. Међутим, он је убијен пре него што је предузео значајније кораке на том плану. Након Дакикијеве смрти, Менсур син Абдурезака Тусија, око 981. године, уручио је Фирдусију један примерак очеве Шахнаме и тражио од њега да је препева, те да тако створи јединствену поезију о легендарним вођама иранског народа. Фирдуси је пристао да спева Шахнаму. Тај посао је обављао дуги низ година уз Менсурову финансијску подршку. Иако је 988. Менсур утамничен, ни то није утицало на Фирдусијев посао. Он је наставио да пише своје ремек-дело и 994. године коначно је завршио драгоцену Шахнаму у поетској форми. Ову прву верзију Шахнаме Фирдуси не посвећује никоме.
Мало касније, 977. године, Махмуд Газнави је завладао већим делом оновременог Ирана. Већ 999. године окончан је и период владавине Саманида. Ниједно од ових дешавања, међутим, није спречило амбициозног Фирдусија да доврши и преуреди поезију Шахнаме. Изузетно пажљиво додавао је нове римоване полустихове како би дошао до најфиније поезије. Истина, ступање Махмуда на престо овом славном песнику улило је велику наду и он је годинама пре завршетка коначног облика и друге верзије овог дела, одлучио да га управо њему и посвети. После дугогодишњег мукотрпног труда, Фирдуси је 1010. године посветио газнавидском султану своје поетско ремек-дело – овековечену Шахнаму.
Свој еп Шахнама или Књига краљева песник је писао 30 година.‍:pp. 169. Дело има око 60.000 дистиха. На овај број је највероватније, алудирао и Фирдуси када је навео да су дистихони у Шахнами пребројани у шест бивара (бивар = десет хиљада):
...Оном оставих овај спис за успомену,
што му у шест бивара дистихони збројани бејаху.‍:pp. 172.
Рима у Шахнами је у једанаестерцу. Шахнама је донета у познатој персијској поетској форми – месневији, која је изузетно прикладна за стиховање прича.‍:pp. 172. Шахнама спада у највећи еп у светској књижевности који је спевао један човек. Шахнама обухвата све догађаје из персијског митског, легендарног и историјског доба од настанка света до пропасти династије Саманида и арапског освајања Персије, са многим лирским дигресијама. У основи епа налази се песникова концепција о вечној борби светлости и мрака, које персонификују Персијанци и Туранци (Турци). Интересантно је да не постоји главни протагонист дела, већ је то сам персијски народ у својој вековној борби за слободу, па отуд не постоји ни јединство радње дела, већ јединство политичке идеје. Један од најпознатијих дела из Шахнаме јесте "Прича о Рустему и Сухрабу", сукобу оца и сина који је као такав преведен и на српски језик од стране оријенталисте Фехима Бајрактаревића.
Фирдусијев језик у Шахнами је, у потпуности, књижевни. Окористио се техником "припајања правила" и успео да, усред музикалне структуре Шахнаме, како у домену гласова, тако и на разини речи и синтаксе, доведе до врхунца оно лингвистичко маркирање и да га узвиси до те мере да, у неким епским стиховима, сами гласови буду прожети моћи да наметну слике. Нипошто се не може олако прећи ни преко упоредби призиваних у Шахнами, те других књижевних структура, које, свака на посебан начин, траже дубока промишљања. Свакако, Фирдусијев стил је врхунски епски стил и као такав, у персијској епици неће имати премца.‍:pp. 108.

## Биографија

### Породица
Фирдуси је рођен у породици земљопоседника у близини Туса који се налази у данашњој провинцији Хорасан Разави у североисточном Ирану, тада део Саманидског царства. Мало се данас зна о Фирдусијевој младости. Зна се да је песник имао жену, вероватно писмену која је дошла из исте класе као и он, имао је сина који је умро у 37. години и чију је смрт оплакао у делу свога најпознатијег дела Шахнаме. Он казује:
Младићу кад би година тридесет и седам,
не проживе на свету по жељи – оде.‍:pp. 171. 

### Позадина
Фирдуси је припадао класи аристократа који су поседовали земљу коју су обрађивали још током последње преисламске династије која је владала Ираном одолевајући арапским освајањима у 7. веку. Ова класа била је патриотски настројена будући да је име класе често коришћено као синоним за "Иранца" (чак и у Шахнами) а чији су неформални задаци били да преносе културну историју Ирана препричавајући легендарне приче о старим краљевима.
Арапска освајања у 7. веку дошла су до Ирана доневши уместо зороастризма, ислам као нову религију поднебља. Иранци су прихватили нову религију, али и владавину арапског калифата чиме је стара иранска династија, ослабила. Фирдуси је одрастао у Тусу, месту под контролом једне од тих династија, Саманида који су тврдили да њихово порекло води од једног саманидског генерала Бахрама Чобина (чију је причу Фирдуси испевао у једној од делова Шахнаме). Саманидска имућнија класа је користила персијски језик у званичној употреби наспрам арапског па је интерес да историја буде записана на том језику била због тога већа. Абу Мансур Мухамед, гувернер Туса, наредио је свом министру Абу Мансур Мамарију да позове неколико локалних учењака како би сакупили и написали дело Шахнаму, која ће бити готова тек 1010. године. Иако копија почетног дела није сачувана, данас се зна да је Фирдуси ово дело користио као полазну тачку за своју Шахнаму коју је писао следећих 30 година. Саманидски владари су били велики покровитељи песника попут Рудакија и Дакикија а Фирдуси је само наставио њиховим корацима.
Није познато које је образовање стекао Фирдуси јер у Шахнами није могуће одредити да ли је знао арапски или други језик. У свом делу ипак има пар арапских речи али се сматра да то може бити намерна стратегија којом је писац подлегао у писању.

### Живот песника
Према цитираним речима аутора Чахар макалеа, Незамија Арузија, Фирдуси потиче из села Бажа у Табарену, који је припадао провинцији Тус и налазио се између Туса и Нишапура. Није забележен тачан датум његова рођења, премда се вероватно ради о 940. или 941. години, зато што је он, када је султан Махмуд од Газне био крунисан 997., имао педесет и осам (лунарних) година:
Онда кад ми би година педесет и осам
млад бејах, ал' прође и то баш ко младост.
Он још једном, завршавајући своју Шахнаму, објашњава:
Кад године дођоше у седамдесет једну
тад под овом песмом заокружен би свод.
Ово значи да је Фирдуси имао седамдесет и једну (лунарну) годину онда када је, 1010, привео крају Шахнаму, што ће потврдити да је он рођен 940. или 941. године. Нолдке (Noldeke), пак, тврди да је година његовог рођења 934. или 935, што прихвата и Форузанфар као вероватно тачан датум.
По Незамију Арузију, он је уживао у свом родном месту потпуну великодостојност, не осећајући потребу за било ким. Сам Фирдуси се подсећа на то доба у Шахнами:
Чуј ме о Подизатељу големога Свода,
што ме држиш, у старости, сиромашним.
Док млад бејах, високо ме понесе,
а старог ме остави да понижен будем.
Фирдуси је изгубио сав свој капитал и иметак за оних тридесет година у току којих се посветио састављању Шахнаме; сада је он само један сиромашни старац:
Уместо узде, штап ми године дадоше,
растури ми се иметак, врати ми се стари хал...
Два уха ми и две ноге газела однесе,
оскудица и оне године, онда, јачаше.‍:pp. 164−165.

### Гроб
Фирдуси је сахрањен у сопственој башти зато што је сахрана на локалном гробљу у Тусу била забрањена од стране свештеног лица. Газнавидски гувернер Хорасана направио је маузолеј изнад гроба. Фирдусијев маузолеј потпуно је реконструисан између 1928. године и 1934. године од стране "Друштва за заштиту националне баштине Ирана", а под наредбом шаха Резе Пахлавија јер је био у једном тренутку пропао. Данас је ово место претворено у народни споменик где се окупљају поштоваоци његовог дела.